# 1982年自由民主党総裁選挙
1982年自由民主党総裁選挙（1982ねんじゆうみんしゅとうそうさいせんきょ）は、1982年（昭和57年）11月24日に行われた日本の自由民主党の党首である総裁の選挙である。

## 概要
1982年9月28日、総裁選挙管理委員会は総裁選の日程を発表。10月1日、鈴木善幸首相は、日中国交回復後10周年にかかる中国親善訪問から帰国。翌10月2日、読売新聞朝刊は一面で「鈴木、再選固まる」と大見出しをつけて報じた。党内においても誰もが鈴木の再選を信じて疑わなかった。
ところが10月12日午後3時、鈴木は二階堂進幹事長、田中龍夫総務会長、田中六助政調会長、町村金五参議院会長の党四役を総理官邸に呼び、唐突に総裁選不出馬を表明した。同日夜、田中角栄は記者会見を開き、「後継者は中曽根だ。3日後の15日、両院議員総会を開いて決定する」と発表した。根回しに動いたのは鈴木派幹部の田中六助だったと言われている。中曽根をかつぐにあたって、金丸信は田中派の派内にあった異論を押さえ込むため、「おやじが白だと言えば、黒でも白というのが派閥だ」というスローガンを掲げた。
反主流は即座に臨戦態勢に入った。放置すれば、田中角栄主導で「中曽根総理、二階堂幹事長留任」が決定すると見たからであった。
党幹部の協議で「選挙は避けて話し合いで後継を決める」方向で一致し、最高顧問会議での議論を経て鈴木と幹事長の二階堂進、最高顧問を代表して福田赳夫の3名で話し合いが始まったが、まとまらないまま16日の告示日を迎える。苦肉の策として、「告示後も調整を進めるため、最初の1週間は選挙活動を禁止する」方針を選管委員長の長谷川峻を加えて四者が提案、告示直前に認められる。
10月16日、中曽根康弘（中曽根派）、河本敏夫（三木派）、安倍晋太郎（福田派）が立候補。中小派閥の中川一郎は推薦人50人の確保に手間取り、最終的に田中派から2人、名義のみを借りて揃えた。4人が立候補したことにより、党員、党友による予備選挙を行うこととなった。4候補は幹事長あての念書を提出する。
後継争いでは、田中・鈴木・中曽根三派は中曽根を推したが、福田・三木・中川ら非主流派は大平政権以来の田中角栄支配を排除することを要求し、三者会議や党四役会議を経てもまとまらなかった。20日夕方、主流三派に中間派も加えて議員有志252人が一日も早く裁定を下すことを申し入れた。凍結の期限を迎えた22日夜、三者協議の席に国対委員長の田村元が飛び込んできて「中曽根総理・福田総裁」の総総分離をいきなり提案する。総総分離はもともと四十日抗争で議論に上り、今回も党内で浮かんでは消えていた。既に深夜を回り時間がなかったので、鈴木と二階堂はこれに乗って福田を説得、合意を取り付ける。福田は安倍・河本・中川に説明して了承をとった。これを受けて二階堂は、総裁室に中曽根を呼んで決着がついたことを告げる。しかしこれは明らかに非主流派に都合が良い内容であったため、中曽根は一旦中座して隣の副総裁室に入り、その場で田中に電話を入れる。戻ってきた中曽根は「議会民主主義に反する」と、裁定に服さなかった。これで総総分離は破綻し、四役は調整を断念、23日早朝になって選挙運動の解除が宣言される。
一旦立候補取り下げに動いていた他の3候補も復帰し、選挙運動を行った。
11月24日、予備選が実施される。予備選では中曽根、河本、安倍、中川の順番となり、上位3名が本選に進んだ。しかし河本、安倍が辞退したため、中曽根が当選する。影に田中角栄の影響力があったことは周知の事実であり、「田中曽根内閣」「直角内閣」と揶揄されるなど、不安定な船出となった。

## 選挙結果
| 候補者     | 得票数（予備選） | 得票数（本選） |
| ---------- | ---------------- | -------------- |
| 中曽根康弘 | 559,673票        | 当選           |
| 河本敏夫   | 265,078票        | 辞退           |
| 安倍晋太郎 | 80,443票         | 辞退           |
| 中川一郎   | 66,041票         | -              |

## 当選者
- 中曽根康弘